# Mercedes-Benz O320
Mercedes-Benz O320 (ранее Mercedes-Benz O6600H) — серия автобусов и троллейбусов на их базе, производившихся в Германии на местном филиале Daimler-Benz. Троллейбусы получили индекс O6600T.

## История
Впервые автобус Mercedes-Benz O6600H был представлен в 1951 году.
В 1952 году в Deutsche Bundesbahn эксплуатировалось два опытных образца. В 1953—1958 годах в Германии эксплуатировалось 538 единиц Mercedes-Benz O6600H.
В 1954 году индекс автобуса сменился на Mercedes-Benz O320.
К окончанию производства было выпущено 1935 экземпляров, из которых 363 — троллейбусы.